# Сан-Фернандо (Пампанга)
Сан-Фернандо (памп.: Lakanbalen ning San Fernando; філ.: Lungsod ng San Fernando) — місто в провінції Пампанга, Філіппіни. Є адміністративним центром регіону Центральний Лусон. Згідно з переписом 2015 року населення складало 306 659 осіб. Понад 80 % населення католики. Місто розташоване на відстані 66 км на північ від столиці Філіппін, Маніли. Сан-Фернандо назване на честь короля Іспанії Фердинанда VI. Місто відоме своїм фестивалем вуличних ліхтарів, який щорічно відбувається тут у грудні.
Сан-Фернандо адміністративно поділяється на 35 баранґаїв. Місто розташоване в центрі провінції на перетині важливих транспортних шляхів. Тут розташовані два ринки, банки, кредитні установи, ломбарди, автозаправні комплекси, три кінотеатри, сім лікарень, стоматологічні кабінети, лікарні, готелі, аптеки, диско-клуби, швейні фабрики, супермаркети, страхові компанії, ресторани.